# Readerscan
Die Readerscan-Methode ist ein elektronisches Verfahren zur Erfassung des Leseverhaltens bei Printmedien. Es ist das erste und einzige Verfahren weltweit, welches erlaubt, das Lesen von redaktionellen Texten und Anzeigen in gedruckten Medien aller Arten (Zeitungen, Zeitschriften, Bücher, Versandkataloge, Werbeprospekte usw.) gleichzeitig und in Echtzeit auszuweisen.
Das Leseverhalten wird für jeden einzelnen redaktionellen Artikel in Form der Lesequote, der Beachtungsquote, der Lesedauer und Lesefolge dargestellt. Bei den Anzeigen interessieren insbesondere die Beachtungsquote und die Beachtungsdauer.
Die Lesedaten zur Artikel- und Anzeigennutzung werden von den Verlagen in dreifacher Weise genutzt:
1. Die Redaktionen verwenden die Leseinformationen, um die Lesernähe des gedruckten Mediums zu beurteilen und durch lesernahe Maßnahmen bezüglich Inhalt und Gestaltung zu fördern.
2. Für das Lesermarketing bilden die Daten eine wesentliche Grundlage, um die Leserschaft mit werbewirksamen Argumenten für das Produkt zu gewinnen.
3. Die Anzeigenabteilungen nutzen die Daten für die Kundenberatung, um Inhalt, Gestaltung, Platzierung und Schaltfrequenz der Anzeigen leserorientiert zu optimieren.
Letztlich geht es für Redaktion, Lesermarketing und Anzeigenabteilung darum, dank verstärkter Leserorientierung die verkauften Auflagen der gedruckten Medien zu halten oder zu steigern.
Die Readerscan-Methode zur Erfassung der Lesegewohnheiten mit Hilfe eines Scanners in Stiftform entwickelte der Schweizer Carlo Imboden im Jahr 2004.
Nutzer von Readerscan sind führende Zeitungs- und Zeitschriftenverlage in Europa. Sie verwenden das System für überregionale und regionale Tageszeitungen, Wochenzeitungen, Sonntagszeitungen, Boulevardzeitungen, Kundenzeitungen, Mitarbeiterzeitschriften, Wochenzeitschriften und Monatszeitschriften.
Zu den Anwendern gehören die Frankfurter Allgemeine Zeitung (FAZ), die Frankfurter Allgemeine Sonntagszeitung (FAS), Die Zeit, die Neue Zürcher Zeitung (NZZ), die NZZ am Sonntag, Die Welt, die Welt am Sonntag, Die Presse, die Bild, der Blick, die Kronen Zeitung, der Berliner Kurier, die Salzburger Nachrichten, die Tiroler Tageszeitung, die Augsburger Allgemeine, die Main-Post, die Berliner Zeitung, die Berliner Morgenpost, der Mannheimer Morgen, die Neue Osnabrücker Zeitung, die Westfälische Nachrichten, die Nürnberger Nachrichten, die Nürnberger Zeitung, die Deister- und Weserzeitung, die Schaumburger Nachrichten, die Neu-Ulmer Zeitung, die Freie Presse, die Sächsische Zeitung, der Nordkurier, die Aargauer Zeitung, die Tribune de Genève, die Coopzeitung, der Focus, das ZEITMagazin, das NZZ Folio, der Kicker, das Network der Deutschen Post (englisch und deutsch), insgesamt über 100 Printtitel.
Gestützt auf die Ergebnisse von Readerscan hat ihr Entwickler, Medienforscher und -berater Carlo Imboden die Entwicklung der gedruckten Zeitung in Europa nach dem Jahrtausendwechsel wesentlich geprägt. Schon früh ließ sich aus den Readerscan-Anwendungen herauslesen, dass sich die gedruckte Zeitung im Wettbewerb mit den digitalen Medien von ihrer traditionellen Rolle als Chronisten des Tagesgeschehens verabschieden müsse, wolle sie den Leser weiterhin erreichen. Statt News, die dem englischsprachigen Begriff „newspaper“ zugrunde liegen, erwartet der Leser in der gedruckten Zeitung immer mehr Hintergrund, Vertiefung, Erklärung und Kommentierung von ihm wichtig erscheinenden Themen. Damit wird auch der Begriff „newspaper“ zunehmend zu einem Widerspruch in sich.
Für die gedruckte Zeitung ebenso wichtig waren die Erkenntnisse von Readerscan bezüglich der Zeitungsgestaltung – weg von einem primär ästhetischen Anspruch hin zu einer bedingungslos funktionalen Blattgestaltung, welche dem Leser ein hindernisfreies Aufnehmen von Text und Bild entlang der habitualisierten Rezeption erlaubt.

## Methode
Eine Gruppe von 120 bis 400 Lesern – repräsentativ ausgewählt – erhält einen elektronischen Handscanner zum Erfassen der gelesenen Texte. Die Redaktion legt Stichprobenzahl und -struktur des zu messenden Printtitels fest. Die Mitglieder der Gruppe lesen wie gewohnt die Zeitung oder Zeitschrift. Mit dem Scanner erfassen sie während des Lesevorganges die Texte und damit auch die Stellen, bei denen sie aus dem Artikel aussteigen. Die gescannten Ausstiegszeilen werden gespeichert und über ein Modem in ein Rechenzentrum zur Auswertung übertragen. Im Rechenzentrum werden die eingescannten Zeilen mit der elektronischen Vorlage des Printobjektes abgeglichen. Auf diese Weise lässt sich feststellen, welcher Leser welchen Artikel bis zu welcher Stelle gelesen hat. Der Durchschnitt aller „Lesetiefen“ pro Artikel ergibt die Lesequote des Artikels, mit anderen Worten den Nutzungsgrad.
Für jeden einzelnen Artikel wird ausgewiesen, wie intensiv er von der Leserschaft genutzt wurde. Es kann festgestellt werden, ob nur der Titel, auch der Vorspann und ob der Fließtext teilweise oder ganz gelesen wurde. Die Daten über das Leseverhalten werden unmittelbar nach dem Lesen der Ausgabe erfasst, ausgewertet und stehen schon am Erscheinungstage der jeweiligen Ausgabe der Redaktion zur Verfügung.
Das Nutzungsverhalten der Leserschaft wird üblicherweise in mehreren Messwellen gemessen. Dabei bestimmt die Redaktion Anzahl und Länge der Messwellen. Bei Tages- und Wochenzeitungen hat sich ein mehrstufiges Verfahren eingebürgert, mit drei bis vier Messperioden von je vier bis 14 Wochen.
Die Redaktionen können die Daten aus Readerscan verwenden, um die „Lesernähe“ des Blattes zu beurteilen und die Nutzung der verschiedenen Ressorts. Das Interesse der Verlage besteht darin, ihre Auflage durch leserangepasste Inhalte zu halten oder zu steigern.

## Kritik
- Das Verfahren sei nur beschränkt geeignet, die flüchtigen Momente des Leseverhaltens festzuhalten, so etwa das Screening von Seiten beim Umschlagen der Zeitungsseiten. Hierzu eigne sich besser der Einsatz von Blickverlaufsverfahren (Eye-Tracking).
- Die Kriterien für die Auswahl der Testleser seien für die Redaktionen nicht nachvollziehbar, die Zahl sei zu klein für verlässliche Aussagen, der Zeitraum von drei Wochen zu kurz; Testpersonen verhielten sich in einem kurzen Zeitraum möglicherweise anders als außerhalb des Tests.
- Das Programm der Fernsehanstalten verbessere sich objektiv auch nicht durch die Ermittlung der Einschaltquoten.
- Der Einsatz der Hardware sei sehr kostspielig, zudem beeinflusse der Einsatz dieser möglicherweise das Leseverhalten der Teilnehmer.
- 120 Teilnehmer seien zu wenig, um mit dem Test repräsentative Ergebnisse zu erhalten.